# Ми перериваємо цю програму
«Ми перериваємо цю програму» (англ. We Interrupt This Program) — четвертий епізод американського телевізійного мінісеріалу «ВандаВіжен», заснованого на коміксах Marvel із персонажами Вандою Максимовою / Багряною відьмою та Віженом. Це слідує за розслідуванням ідилічного життя в ситкомі, яким живуть Максимова і Віжен у містечку Веств’ю, штат Нью-Джерсі. Дія епізоду розгортається в Кіновсесвіті Marvel (КВМ). Його написали Бобак Есфарджані та Меган МакДоннелл, а режисером став Мет Шакман.
Елізабет Олсен і Пол Беттані повторюють свої відповідні ролі Ванди Максимової і Віжена із серії фільмів, а також Тейона Перріс, Рендалл Парк і Кетрін Ган у головних ролях. Розробка почалася в жовтні 2018 року, а Шакман приєднався в серпні 2019 року. Епізод віддає данину ситкомам 1970-х років, таким як The Brady Bunch і Good Times, і показує, як Максимова народжує близнюків, а потім згадує свого брата-близнюка П’єтро. Зйомки проходили в столичному районі Атланти, штат Джорджія, в тому числі на Pinewood Atlanta Studios і в Лос-Анджелесі.
«Ми перериваємо цю програму» вийшов на стрімінговому сервісі Disney+ 29 січня 2021 року. Критики похвалили епізод за розгадку деяких таємниць серіалу, а також підкреслили початкову послідовність епізоду, а також ролі Перріс, Парка та Деннінґс.

## Сюжет
Капітан Моніка Рамбо, агент М.Е.Ч.а, повертається до життя після блиму та дізнається, що її мати, Марія, померла від раку три роки тому. Через три тижні Рамбо повертається до роботи, і виконуючий обов’язки директора М.Е.Ч.а Тайлер Гейворд повідомляє, що її буде призначено лише на наземні місії, як перед смертю наказала її мати. Згодом її відправляють допомагати агенту ФБР Джиммі Ву у справі про зниклих людей у Веств’ю, Нью-Джерсі. Вони розмовляють із двома поліцейськими, які наполягають на тому, що Веств’ю не існує, незважаючи на присутність міста прямо за ними. Ву пояснює Рамбо, що він фізично не може увійти в місто через невідому силу. Вони виявляють гексагональне статичне поле CMBR навколо міста, куди втягується Рамбо. Протягом 24 годин М.ЕЧ. створює базу навколо міста та надсилає дрони для розслідування.
Експертку з астрофізики докторку Дарсі Льюїса залучають для вивчення явища. Вона виявляє сигнали телевізійного мовлення, що надходять із поля, і, використовуючи старовинні телевізори, знаходить, що передачі призначені для ситкому ВандаВіжен. Співробітники М.Е.Ч.а використовують шоу, щоб спостерігати за подіями в місті, дізнаваючись, що реальні мешканці були «вибрані» як персонажі, Рамбо — «Жеральдін», а Віжен живий, незважаючи на його смерть п’ять років тому. Льюїс і Ву намагаються встановити радіозв’язок із Вандою Максимовою. Агент М.Е.Ч.а Франклін повзе крізь каналізаційну систему, намагаючись увійти до Веств’ю, але його костюм перетворюється на одяг бджоляра, а його прив’язка від’єднується і перетворюється на скакалку на краю статичного поля. Коли Джеральдіна згадує про Альтрона, Максимова жорстоко виганяє її з міста, і в той момент Льюїс і Ву розуміють, що трансляція була виключена через цензуру. Ілюзія ситкому зникає, і Максимова бачить, як її чоловік Віжен з’являється так само, як і після смерти з діркою в голові. З жахом вона відновлює ілюзію. Рамбо прокидається на базі М.Е.Ч.а і її оточують агенти. Вона каже їм, що Максимова контролює ілюзію.

## Виробництво

### Розробка
До жовтня 2018 року Marvel Studios розробляла серіал з Вандою Максимовою Елізабет Олсен і Віженом Пола Беттані з фільмів Кіновсесвіту Marvel (КВМ) у головних ролях. У січні 2019 року Джек Шефер була найнята головною сценаристкою «ВандаВіжен» і мала намір написати перший епізод серіалу. У серпні Метт Шакман був найнятий режисером міні-серіалу, а Шефер і Шакман стали виконавчими продюсерами разом із Кевіном Файґі з Marvel Studios, Луїсом Д'Еспозіто та Вікторією Алонсо. Файґі описав серіал як частину ситкому, частину «епопеї Marvel», віддаючи данину багатьом епохам американських ситкомів. Четвертий епізод, «Ми перериваємо цю програму», був написаний Бобаком Есфарджані та Меґан МакДоннелл, і він переміщує перспективу серіалу за межі реальности ситкому попередніх епізодів. Шеффер спочатку представила це як схоже на епізод CSI: Місце злочину, щоб перевести серіал у новий жанр після впливу ситкомів на перші три епізоди. «Ми перериваємо цю програму» вийшов на стрімінговому сервісі Disney+ 29 січня 2021 року.

### Сценарій

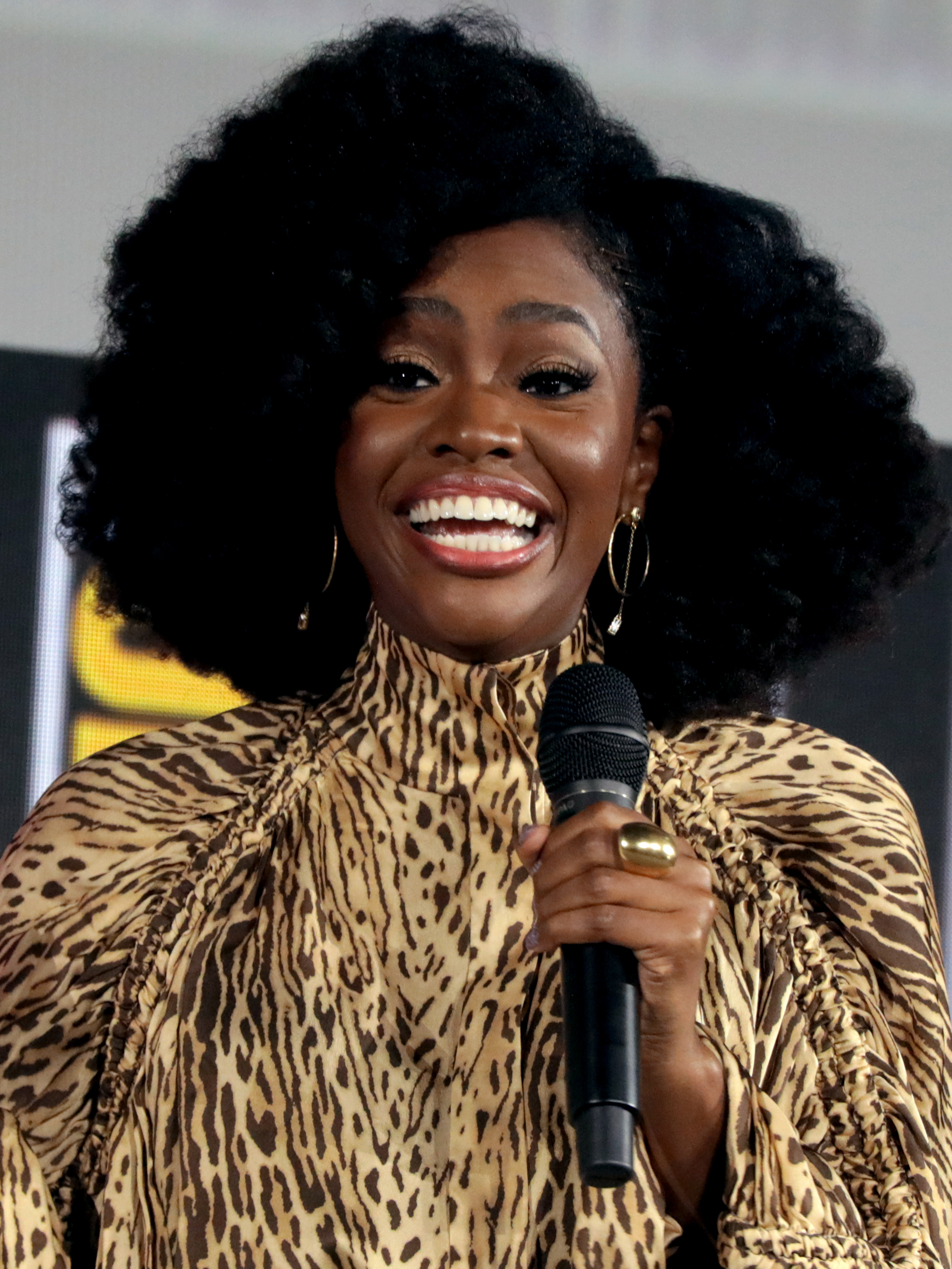
Епізод змінює перспективу серіалу в порівнянні з попередніми трьома епізодами, натомість Тейона Перріс у ролі Моніки Рамбо в головній ролі поза реальністю ситкому.

Після випуску перших трьох епізодів серіалу Шеффер визнала, що незабаром їм потрібно буде дати відповіді на таємниці цих епізодів. Олсен сказала, що четвертий епізод буде «досить іншим. Це дійсно весела зміна перспектив, і я думаю, що в цей момент багато чого стає зрозумілим». Шеффер вважала, що головна ідея про те, що Максимова несе відповідальність за ситкоми серіалу, є простою концепцією, і вважав, що шанувальникам буде приємно представити це як таємницю, перш ніж пояснювати історію з точки зору Моніки Рамбо та М.Е.Ч. у четвертий епізод. Вона зазначила, що це перетворило цей епізод на «величезне звалище інформації» для глядачів, але сподівалася, що всі відповіді допоможуть глядачам побачити решту серіалу як «емоційну та психологічну подорож, а не приховану таємницю».
Через велику кількість інформації, яку необхідно передати в епізоді, Есфарджані мав лише невелику кількість часу, щоб представити Рамбо як чуйного персонажа. Сценаристи обговорювали початок епізоду з більш традиційної послідовности представлення персонажа, наприклад, щоб Рамбо тренувалася із собакою, але вони вважали, що цьому бракує емоцій. Коли була запропонована ідея її повернення до життя після блиму через події «Месники: Завершення» (2019), Есфарджані відчув, що це поставило її в найбільш емпатичний момент з КВМ та прискорило процес прив’язування аудиторії. Шеффер додала, що ця послідовність задає тон решті епізоду, а також заглиблюється в характер Рамбо, поставивши її на «нерівну дорогу». У рамках останнього пункту автори вирішили розкрити, що мати Рамбо Марія померла під час зникнення Рамбо. Шеффер сказала, що це було важке рішення, оскільки вона відчуває сильні почуття до Марії та її стосунків з донькою після їхніх попередніх появ у фільмі «Капітан Марвел» (2019). Лашана Лінч, яка зіграла Марію в «Капітані Марвел», була повідомлена про це рішення перед прем’єрою серіалу. Після багатьох розмов про те, як зобразити людей, які повертаються з Бліпа, сценаристи та продюсери вирішили розмістити сцену в лікарні як цікавому місці, щоб зобразити страх і плутанину події з точки зору Рамбо. Це відрізняється від зображення блиму у фільмі «Людина-павук: Далеко від дому» (2019), який має більш комедійний відтінок, і Шеффер пояснила, що Marvel Studios була рада, що тон серіалу був іншим, якщо візуальні ефекти збігалися з тими, які можна побачити у фільмі «Далеко від дому».
Для М.Е.Ч.а та їхньої бази за межами Веств'ю на Шеффе вплинув фільм «Прибуття» (2016). Її також надихнули серіали зі структурними зрушеннями, щоб відвести цей епізод від ситкомів, щоб надати відповіді та іншу перспективу; Приклади цих впливових серіалів та епізодів включають «Матрьошка» і його четвертий епізод «Рутина Алана», шостий епізод Escape at Dannemora, епізод «Дівчата» «The Panic at Central Park» і «Загублені». Рамбо, Джиммі Ву та Дарсі Льюїс представляють глядачів серіалу, оскільки вони дивляться вигаданий ситком «ВандаВіжен» і мають запитання, подібні до тих, що ставили глядачі перших трьох епізодів серіалу. Шеффер описав Ву та Льюїса як «персонажів-помічників» із допоміжними ролями у фільмах КВМ та висловив хвилювання, що зможе провести з ними більше часу в цьому епізоді, ніж у фільмах. Початкові думки Шеффер щодо серіалу включали ідею про те, що здібності Максимової створюють космічне мікрохвильове фонове випромінювання (CMBR), оскільки в реальному світі це випромінювання від створення всесвіту, яке видно на телевізійних статиках. Макдоннелл провів додаткові дослідження щодо CMBR для цього епізоду.

### Кастинг
У епізоді знімаються Пол Беттані як Віжен, Елізабет Олсен як Ванда Максимова, Тейона Перріс як Моніка Рамбо, Рендалл Парк як Джиммі Ву, Кет Деннінґс як Дарсі Льюїс і Кетрін Ган як Аґнес. В епізоді також з’являються Джош Стемберґ у ролі голови М.Е.Ч.а Тайлера Гейворда, Алан Гекнер як агент М.ЕЧ.а Монті, Селена Андузе як агент М.ЕЧ.а Родріґез, Лана Янґ як доктор Гайленд і Зак Генрі як агент М.ЕЧ.а Франклін / бджоляр. Архівне авдіо з фільму «Капітан Марвел» Брі Ларсон у ролі Керол Денверс / Капітан Марвел розмовляє з молодою Монікою Рамбо на початку епізоду.
Зйомки у звуковій сцені відбувалися на Pinewood Atlanta Studios в Атланті, штат Джорджія, режисером був Шакман , а оператором — Джесс Голл. Зйомки також проходили в столичному районі Атланти, а зйомки на задньому плані та просто неба проходили в Лос-Анджелесі, коли серіал відновили виробництво після перерви через пандемію COVID-19. Початкова послідовність епізоду містить хореографічну постановку, яка слідує за Рамбо через лікарню, коли люди повертаються з Blip, використовуючи портативну камеру та природне освітлення лікарні. Голл зазначив, що вони не змогли використати жоден із цих елементів у попередніх епізодах через «словниковий запас» їхніх налаштувань ситкому. Деннінґс було важко діяти проти моніторів, які бачили протягом епізоду, оскільки вона знала лише приблизно, що на них буде показано, а фактичні кадри додавалися в постпродакшн. Вона сказала, що спроба уявити кадри допомогла відчути розгадку таємниці. Було знято практичний трюк, коли Максимова викидає Рамбо з її дому, на знімальному майданчику було побудовано кілька стін, через які Перріс та її дублер могли пройти. Область за фальшивими стінами була освітлена, щоб відповідати зовнішньому середовищу, але постановці не вистачило достатньо часу, щоб зняти трюк так далеко, тому зміну освітлення зсередини назовні довелося створити за допомогою візуальних ефектів.

### Візуальні ефекти
Тара ДеМарко працювала керівником візуальних ефектів для «ВандаВіжен», а візуальні ефекти епізоду створили The Yard VFX, Industrial Light &amp; Magic, Rodeo FX, Monsters Aliens Robots Zombies (MARZ), Framestore, Cantina Creative, RISE, Digital Domain і SSVFX. Компанія Rodeo FX розробила візуальні ефекти для кордону Hex на основі намагніченості старих екранів телевізорів з електронно-променевими трубками при контакті з магнітами. Межа зображена чіткою та важко помітною, оскільки Шакман хотів, щоб вона була таємничою та тривожною для глядачів. Муаровий візерунок, який можна побачити, коли Рамбо торкається межі, був спеціально заснований на кадрах, знятих Родео, на яких вони експериментували з магнітами та телевізорами. Родео також створив Westview, коли він з’являється на задньому плані кадрів у епізоді. Наглядач Жюльєн Ері сказав, що до міста додано багато дрібних деталей, щоб зробити його реалістичним і не привертати уваги, наприклад світлофори, сміттєві баки та пожежні гідранти. Cantina Creative розробила та анімувала графіку для пристроїв у епізоді, включаючи голографічний стіл і монітори SWORD, а також пристрої, які використовуються для моніторингу рівнів CMBR Hex.
ДеМарко використовував представлення Віжена у «Месниках: Ера Альтрона» (2015) як остаточну версію персонажа, підходячи до візуальних ефектів для нього у «ВандаВіжен». На знімальному майданчику Беттані була в лисій кепці та нафарбована на обличчі, щоб відповідати кольором Віжена, а також маркери для відстеження для команд візуальних ефектів. Потім для створення персонажа використовувалися складні 3D-техніки та цифрові технології макіяжу, причому частини обличчя Беттані замінювалися CGI кадр за кадром; зазвичай зберігалися лише очі, ніс і рот актора. Коротка поява мертвого Віжена була створена Digital Domain, яка пояснила, що отвір у голові персонажа, де камінь розуму був вирваний Таносом у «Месниках: Війна нескінченности» (2018), неможливо створити з практичними ефектами. Для цих знімків Digital Domain повністю замінив голову Беттані на цифрову голову Віжена на основі його зовнішнього вигляду в кінці «Месники: Війна нескінченности». Потім вони зіставили обличчя Беттані для його очей, носа та рота на цифрову модель.
Демарко та її команда розглядали сцену близму у «Месники: Війна нескінченности» як еталон для «ан-блиму» Рамбо в епізоді, щоб вони могли відповідати загальним виглядам ефектів до фільму, хоча Marvel надала команді свободу змінювати ефект як потрібні для серіалу. Зокрема, Шакман хотів відповідати ефекту блиму, який використовувався для Ніка Ф’юрі в кінці «Месників: Війна нескінченности», який він описав як «повільний і ліричний». Замість того, щоб зробити «ан-блим» прямим зворотним ефектом блиму, що означатиме, що Рамбо утвориться з попелу, а потім відновить свій колір, команда відкоригувала процес, щоб додати колір у попіл під час його формування, щоб він міг бути менш «моторошним».

### Музика
Композитор Крістоф Бек сказав, що, як фанат Marvel, у нього, коли він вперше переглянув епізод, мурашки по шкірі побігли по шкірі, і він був задоволений інтенсивністю написаної ним музики, яка «проявила хаос у той момент». Він представив нову тему для Рамбо в сцені. В епізоді представлено «Дитину Вуду (невелике повернення)» Джимі Гендрікса. 5 лютого 2021 року Marvel Music і Hollywood Records випустили альбом із саундтреком до епізоду з музикою Бека.
| ВандаВіжен: Епізод 4 (Оригінальний саундтрек) | ВандаВіжен: Епізод 4 (Оригінальний саундтрек) | ВандаВіжен: Епізод 4 (Оригінальний саундтрек) |
| #                                             | Назва                                         | Тривалість                                    |
| --------------------------------------------- | --------------------------------------------- | --------------------------------------------- |
| 1.                                            | «The Awakening»                               | 2:19                                          |
| 2.                                            | «Three Weeks Later»                           | 2:17                                          |
| 3.                                            | «Westview»                                    | 2:42                                          |
| 4.                                            | «S.W.O.R.D.»                                  | 1:01                                          |
| 5.                                            | «The Players»                                 | 2:02                                          |
| 6.                                            | «Stay Tuned»                                  | 2:28                                          |
| 7.                                            | «Everything Is Under Control»                 | 1:01                                          |
| 8.                                            | «Mission Failure»                             | 1:48                                          |
| 9.                                            | «Who Are You?»                                | 2:35                                          |
| 18:13                                         |                                               |                                               |

## Маркетинг
Після початку трансляції епізоду Marvel випустила плакат із зображенням персонажів і подій, зображених у «Ми перериваємо цю програму». Рей з Bleeding Cool відчув, що дизайн плаката показує, що «стіни між реальністю... розвалюються швидше, ніж Ванда може їх полагодити». Адам Барнхардт з ComicBook.com відчув, що шпалери з квітковим візерунком у центрі плаката між Віжен і Аґнес виглядають як «зле спотворене обличчя», і припустив, що це може бути дражнинням для Мефісто, оскільки дизайн мав «класичне волосся персонажа та капот». Барнхардт також зазначив, що шпалери використовувалися на минулих постерах серіалу, але такого розташування квітів раніше не бачили. Math Erao з Comic Book Resources підкреслив прихований персонаж між Аґнес і Джиммі Ву, який, ймовірно, був агентом Франкліном, сумніваючись, чому цей персонаж був би таким прихованим, коли інші агенти М.Е.Ч.а на задньому плані були чіткішими. Крім того, після випуску епізоду Marvel оголосила про товари, натхненні епізодом, як частину своєї щотижневої рекламної акції «Marvel Must Haves» для кожного епізоду серіалу, включаючи футболки, аксесуари, посуд для дому та ювелірні вироби, зосереджуючись на М.Е.Ч.а та Моніці Рамбо. У березні 2021 року Marvel у партнерстві з шеф-кухарем Джастіном Ворнером випустили рецепт чашки локшини Льюїса на всю ніч на основі чашки локшини, яку Льюїс їсть у цьому епізоді.

## Сприйняття

### Глядацька авдиторія
Дослідження Nielsen Media Research, яке вимірює кількість хвилин, які глядачі Сполучених Штатів переглянули на телевізорах, відзначило «ВандаВіжен» як п’ятий найпопулярніший оригінальний потоковий серіал за тиждень з 25 по 31 січня 2021 року. 431 мільйон хвилин було переглянуто в усіх доступних перших чотири епізоди.

### Оцінки критиків
Веб-сайт аґреґатора оглядів Rotten Tomatoes повідомив про 92% рейтинг схвалення із середнім балом 8,10/10 на основі 26 відгуків. Критичний консенсус сайту говорить: ««Ми перериваємо цю програму» робить перерву в Westview, щоб дати чудовій Тейоні Перріс Моніці Рамбо деяку бажану передісторію, одночасно представляючи кілька знайомих облич у світ «ВандаВіжен». 
Чарльз Пулліам-Мур з io9 був вдячний за те, що епізод змінив перспективи на Рамбо, назвавши це ефективним способом відповісти на запитання аудиторії та показати попередні епізоди в новому світлі. Він також підкреслив жах початкової серії. Стівен Робінсон з The AV Club, що цей епізод дав відповіді та підвищив напругу, поставивши йому «A−». Він порівняв це з «Цілком таємно», а також з епізодом «Життя в гармонії» з «В’язнем» і сказав, що поява покійного Віжена змусила його «задихатись від жаху». Робінсон відчув цей візуальний удар «ще сильніше після того, як у останніх трьох епізодах побачив кумедне, миле видіння». Мет Перслоу з IGN вважає, що назва епізоду є дуже точним описом епізоду. Він зазначив, що навчання Максимової створило реальність, щоб впоратися з її горем, узгодженим із початковими теоріями фанатів про серіал, і сказав, що розкриття було «сильним чином представлено» тим, що образ Олсен темнішої Максимової був схожий на той, коли вона зіткнулася з Таносом у «Месниках: Завершення». Перслоу дав епізоду 8 балів із 10. Крістіан Голуб з Entertainment Weekly також вважає, що назва епізоду ідеальна. Його колега Канцлер Аґард сказав, що зазвичай не є прихильником епізодів, які повторюють минулі події, як цей, але це йому подобається, тому що це означало, що серіал не приховував основну інформацію від аудиторії надто довго, а також що таємниці не були точка серії. Написавши для /Film, Еван Саатхофф був упевнений, що епізод «розкриває все», але був розчарований тим, що формат ситкому серіалу потенційно не залишиться для решти епізодів.
Річард Ньюбі з The Hollywood Reporter високо оцінив розвиток персонажів Льюїса та Ву після їхньої останньої появи у фільмах «Тор: Царство темряви» (2013) та «Людина-мураха та Оса» (2018), відповідно, що, на його думку, є однією з переваг, отриманих від розгорнуте оповідання КВМ. Аґард сказав, що цей епізод був тим, на який він чекав, оскільки він зосереджений на Льюїсі та Ву, і відчув, що Деннінґс легко повернулася до своєї ролі, тоді як Перслоу сподобалося бачити, як Рамбо, Льюїс і Ву розгадують таємницю, а також інші посилання на КВМ. Алек Боджалад у Den of Geek підкреслив ролі Пак і Деннінґс та поставив епізоду 4,5 із 5 зірок. Болалад описав цей епізод як «дико захоплюючий і розважальний» і як найбільш послідовний епізод у серіалі, який, на його думку, зробив його найкращим.
Авраам з Vulture дав серії 3 зірочки з 5 і був розчарований, дізнавшись, що реаліті-сюжет створювала Максимова, який, на його думку, був «легким виходом із цього багатого та захоплюючого персонажа» і був «нудним і передбачуваний [вибір], не кажучи вже про сумнівний з огляду на ґендерний стереотип». Бен Треверс також критично оцінював гумор і діалоги епізоду, а також відповіді на запитання, які, на його думку, глядачі вже опрацювали, без жодного розуміння характеру Максимова. Треверс поставив епізоду оцінку «C+».

### Аналіз
Джеймс Вітбрук з io9 сказав, що початкова сцена, у якій Моніка Рамбо повертається з блиму, була «геніальною», і він відчував, що це найближче до жахів у КВМ. Вітбрук порівняв це з тим, що було показано у фільмі «Людина-павук: Далеко від дому», який відтворював момент для комедійного ефекту, відзначаючи натомість клаустрофобічний характер, розгубленість Рамбо та звуковий пейзаж сцени криків на фоні звуку серцебиття Рамбо. Він відчув, що ця сцена визначила стан розуму Рамбо для решти серіалу, а також відобразила тональний перехід «ВандаВіжен» від ситкому до темної, суворої реальності. Ньюбі вважав, що ця сцена пропонує новий погляд на Blip порівняно з тим, що бачив у «Далеко від дому», і відкриває «безліч можливостей для оповідання» для КВМ з «новим статус-кво, новими силовими агентствами, новими супротивниками та знайомими обличчями підтримки». готові стати більш видатними героями». Він сказав, що Blip був «найкращим рішенням для оповідання історій» у КВМ з тих пір, як Нік Ф’юрі з’явився в сцені після титрів «Залізної людини» (2008).
Ньюбі сказав, що те, що Рамбо, Льюїс і Ву виступають сурогатами для глядачів в епізоді, показало, наскільки КВМ змінився для своїх персонажів, які не є супергероями. Марґарет Девід із Comic Book Resources описала ролі трьох персонажів у цьому епізоді як «нахабне визнання фанатів». Девід підкреслив перехід Льюїса від виявлення трансляції «ВандаВіжен» з астрофізикою до перегляду вигаданого серіалу та став «кожним теоретиком на Reddit, який шукає підказки», а також використання Ву дошки та шпилькової стіни для організації інформації, що є стандартним для поліцейських процедур, але у цьому випадку «впізнається як кожен ютубер Marvel, який розбирає запитання глядачів». Девід сказав, що це «метафантастика наступного рівня», і порівняв це зі сценою в епізоді «У Філадельфії завжди сонячно» «Солодка Ді має серцевий напад», яку також зняв Шакман. Цей епізод є джерелом відомого мему, в якому Чарлі Келлі з Чарлі Дея дико жестикулює на таку ж дошку.